# Rangeley CDP (Maine)
Rangeley es un lugar designado por el censo ubicado en el condado de Franklin en el estado estadounidense de Maine. En el Censo de 2020 tenía una población de 590 habitantes y una densidad poblacional de 72,75 habitantes por km². Fue incluido como CDP en el censo de 2020. 

## Geografía
Rangeley se encuentra ubicado en las coordenadas 44°57′53″N 70°38′32″O / 44.96472, -70.64222. Según la Oficina del Censo de los Estados Unidos,  tiene una superficie total de 8,11 km², de la cual 6,73 km² corresponden a tierra firme y 1,38 km² a agua.